# Mistrzostwa Świata w Lekkoatletyce 1995 – pchnięcie kulą kobiet
Pchnięcie kulą kobiet – jedna z konkurencji rozgrywanych podczas mistrzostw świata w lekkoatletyce w 1995. Kwalifikacje oraz finał odbyły się 5 sierpnia.
Do kwalifikacji zgłoszonych zostało 26 zawodniczek z 18 państw.
Zawody w tej konkurencji wygrała reprezentantka Niemiec Astrid Kumbernuss. Drugą pozycję zajęła zawodniczka z Chin Huang Zhihong, trzecią zaś reprezentująca Bułgarię Svetla Mitkova.

## Wyniki

### Kwalifikacje
Grupa A
| Miejsce | Zawodniczka                 | Państwo            | Podejście | Podejście | Podejście | Wynik | Uwagi |
| Miejsce | Zawodniczka                 | Państwo            | #1        | #2        | #3        | Wynik | Uwagi |
| ------- | --------------------------- | ------------------ | --------- | --------- | --------- | ----- | ----- |
| 1.      | Astrid Kumbernuss           | Niemcy             | 19,83     | –         | –         | 19,83 |       |
| 2.      | Zhang Liuhong               | Chiny              | 18,24     | 18,60     | 18,25     | 18,60 |       |
| 3.      | Irina Korżanienko           | Rosja              | 18,32     | 18,40     | X         | 18,40 |       |
| 4.      | Stephanie Storp             | Niemcy             | 17,88     | 18,36     | 18,23     | 18,36 |       |
| 5.      | Wita Pawłysz                | Ukraina            | 17,79     | 17,21     | 18,15     | 18,15 |       |
| 6.      | Connie Price-Smith          | Stany Zjednoczone  | 17,48     | 17,90     | 18,05     | 18,05 |       |
| 7.      | Judy Oakes                  | Wielka Brytania    | 17,67     | 17,87     | X         | 17,87 |       |
| 8.      | Mara Rosolen                | Włochy             | 16,90     | X         | X         | 16,90 |       |
| 9.      | Danguolė Bimbaitė-Urbikienė | Litwa              | 15,84     | X         | 16,33     | 16,33 |       |
| 10.     | Eileen Vanisi               | Stany Zjednoczone  | 16,11     | 15,82     | 15,32     | 16,11 |       |
| 11.     | Lisa Misipeka               | Samoa Amerykańskie | 13,98     | 13,66     | 13,71     | 13,98 |       |
| 12.     | Mary Curry                  | Samoa              | 8,85      | –         | –         | 8,85  |       |
| –       | Oumou Traoré                | Mali               | DNS       | DNS       | DNS       | DNS   |       |

Grupa B
| Miejsce | Zawodniczka           | Państwo           | Podejście | Podejście | Podejście | Wynik | Uwagi |
| Miejsce | Zawodniczka           | Państwo           | #1        | #2        | #3        | Wynik | Uwagi |
| ------- | --------------------- | ----------------- | --------- | --------- | --------- | ----- | ----- |
| 1.      | Kathrin Neimke        | Niemcy            | 19,07     | –         | –         | 19,07 |       |
| 2.      | Huang Zhihong         | Chiny             | 19,01     | –         | –         | 19,01 |       |
| 3.      | Sui Xinmei            | Chiny             | 18,28     | 18,15     | 18,75     | 18,75 |       |
| 4.      | Ramona Pagel          | Stany Zjednoczone | X         | 18,57     | 18,32     | 18,57 |       |
| 5.      | Svetla Mitkova        | Bułgaria          | 17,91     | 18,30     | 18,48     | 18,48 |       |
| 6.      | Valentina Fedjuschina | Ukraina           | 17,14     | 18,40     | X         | 18,40 |       |
| 7.      | Corrie de Burin       | Holandia          | 16,77     | 16,56     | 17,01     | 17,01 |       |
| 8.      | Nataša Erjavec        | Słowenia          | 16,91     | 16,53     | 16,58     | 16,91 |       |
| 9.      | Danijela Curović      | Jugosławia        | 16,13     | 16,30     | 15,59     | 16,30 |       |
| 10.     | Yumileidi Cumbá       | Kuba              | X         | 15,80     | X         | 15,80 |       |
| 11.     | Hanan Ahmed Khaled    | Egipt             | 14,56     | X         | 14,50     | 14,56 |       |
| 12.     | Seng Tea Ai           | Brunei            | X         | 12,34     | 12,46     | 12,46 |       |
| 13.     | Nabeela Mabrouk       | Palau             | X         | 5,71      | X         | 5,71  |       |

### Finał
| Miejsce | Zawodniczka           | Państwo           | Podejście | Podejście | Podejście | Podejście | Podejście | Podejście | Wynik | Uwagi |
| Miejsce | Zawodniczka           | Państwo           | #1        | #2        | #3        | #4        | #5        | #6        | Wynik | Uwagi |
| ------- | --------------------- | ----------------- | --------- | --------- | --------- | --------- | --------- | --------- | ----- | ----- |
| 01 !    | Astrid Kumbernuss     | Niemcy            | 20,52     | 20,59     | 21,22     | 20,09     | X         | 20,23     | 21,22 |       |
| 02 !    | Huang Zhihong         | Chiny             | 19,92     | 20,04     | X         | X         | X         | X         | 20,04 |       |
| 03 !    | Svetla Mitkova        | Bułgaria          | 18,70     | 18,32     | 19,04     | 18,93     | 18,99     | 19,56     | 19,56 |       |
| 4.      | Kathrin Neimke        | Niemcy            | 18,37     | 19,30     | 18,72     | 19,11     | 19,15     | X         | 19,30 |       |
| 5.      | Sui Xinmei            | Chiny             | 18,90     | X         | X         | 18,42     | 18,60     | 19,09     | 19,09 |       |
| 6.      | Zhang Liuhong         | Chiny             | 17,94     | 18,47     | 19,07     | 18,23     | 18,60     | 18,47     | 19,07 |       |
| 7.      | Ramona Pagel          | Stany Zjednoczone | X         | 18,39     | 18,81     | 18,11     | X         | 17,78     | 18,81 |       |
| 8.      | Stephanie Storp       | Niemcy            | 18,22     | 18,01     | 18,81     | X         | X         | –         | 18,81 |       |
| 9.      | Connie Price-Smith    | Stany Zjednoczone | 18,72     | 18,66     | X         | NQ        | NQ        | NQ        | 18,72 |       |
| 10.     | Valentina Fedjuschina | Ukraina           | 18,03     | X         | X         | NQ        | NQ        | NQ        | 18,03 |       |
| 11.     | Wita Pawłysz          | Ukraina           | 17,97     | X         | X         | NQ        | NQ        | NQ        | 17,97 |       |
| 12.     | Irina Korżanienko     | Rosja             | X         | X         | 17,88     | NQ        | NQ        | NQ        | 17,88 |       |